# Santa Marina
Santa Marina – miejscowość i gmina we Włoszech, w regionie Kampania, w prowincji Salerno.
Według danych na rok 2004 gminę zamieszkiwały 3292 osoby, 117,6 os./km².